# Михайлова, Екатерина Максимовна
Екатерина Максимовна Михайлова (род. 11 октября 2000 года, Новочебоксарск, Чувашия) — российская спортсменка по вольной борьбе чувашского происхождения. Бронзовая медалистка чемпионата России 2021 и победительница первенства мира 2015. Мастер спорта России.

## Биография
Родилась Михайлова 11 октября, 2000 года в городе Новочебоксарск Республики Чувашия. В 12 лет пришла в секцию вольной борьбы в СДЮСШОР №5 города Новочебоксарск. С 2012 по 2017 года тренировалась в училище олимпийского резерва в г. Чебоксары. С 2017 начала представлять Москву параллельно тренеруясь в ГБУ «ЮГ» Москомспорта. Первыми тренерами для Михайловой были Иван Григорьев, Денис Егоров и Виталий Трофимов.

## Спортивная карьера

### Михайлова в детстве
В 2012 году неожиданно стала финалисткой в непривычной для себя возрастной категории первенства России среди школьников (до 15 лет). Выиграв ПФО 2014 года среди школьниц вошла в сборную Чувашской республики на первенство России, где стала первой в весовой категории до 37 кг. В финале она сокрушила Александру Прокину из Кемеровской области. В конце 2014 года стала победительницей турнира Елены Егошиной в Москве. В 2015 году выиграв первенство Чувашии, первенство ПФО, бронзу на первенстве России и гран-при Германии она отобралась на первенство мира среди кадетов (до 17 лет), который проходил в Сараево (Босния и Герцеговина). На данном первенстве Михайлова выиграла всех своих соперниц досрочно и добыла золотую медаль для сборной России В октябре 2015 выиграла первенство России среди кадетов. В ноябре 2015 года стала финалисткой всероссийского турнира на призы Фонда им. Ивана Ярыгина в Башкортостане, где в финале она уступила лишь Натие Сванидзе (Ростовская область). В начале 2016 года была номинирована на премию "Лучший спортсмен Чувашии 2015". В апреле 2016 года стала снова победительницей первенства России среди кадетов в весовой категории до 46 кг, финалисткой гран-при Германии (Дормаген) и получила шанс выступить на первенстве мира, который прошёл в Грузии, но в первом же матче потерпела неудачу и потеряла шанс на медаль. В начале 2017 выиграла очередное первенство России среди кадетов, который прошёл в Южно-Сахалинске, где в финале она победила Венеру Нафикову (Оренбургская область), затем выиграла серебряную медаль на шведском турнира "Klippan Lady Open". В июне 2017 года победила на гран-при Германии в весе до 46 кг. В июле 2017 года стала победительницей "Спартакиады учащихся России" в Краснодаре, в финальном поединке она выиграла Марию Шелест из Краснодарского края. В сентябре 2017 года на первенстве мира среди кадетов в Греции она дошла до финала, где уступила чемпионке мира из Японии Ремине Йошимото. В марте 2018 года Михайлове было присвоено звание мастера спорта России.

### Михайлова во взрослой борьбе
В апреле 2019 года Михайлова дебютировала на первенстве России среди юниоров (до 20 лет), который прошел в г. Гулькевичи (Краснодарский край). В финале она уступила Дарье Хвостовой из Кемеровской области. В ноябре 2020 попробовала свои силы по правилам пляжной борьбы на турнире "Гран-при Москва", где она уступила румынке Марие Сиоклеа. В 2021 году выиграла бронзовую медаль на чемпионате России в Улан-Удэ (Бурятия). В 2022 году закончила спортивную карьеру.

## Спортивные достижения
Национальный уровень
- 2015 Первенство России среди кадетов — ;
- 2015 Первенство России среди кадетов (тупиковый) — ;
- 2016, 2017 Первенство России среди кадетов — ;
- 2019 Первенство России среди юниоров — ;
- 2021 Чемпионат России — ;

Международный уровень
- 2015, 2017 Гран-при Германии — ;
- 2015 Первенство мира среди кадетов — ;
- 2016 Гран-при Германии — ;
- 2017 Klippan Lady Open — ;
- 2017 Первенство мира среди кадетов — ;
- 2020 Гран-при Москва (команда) — ;

## Личная жизнь
Екатерина живет в г. Москве. Она является студенткой Московского государственного университета спорта и туризма (МГУСиТ).